# Harpagoherpia
Harpagoherpia is een geslacht van wormmollusken uit de  familie van de Phyllomeniidae.

## Soort
- Harpagoherpia tenuisoleata Salvini-Plawen, 1978